# Edvard Scheutz
Edvard Georg Raphael Scheutz, född den 3 september 1821 i Stockholm, död där den 28 januari 1881, var en svensk mekaniker. Han var son till Georg Scheutz. 
Scheutz gick först i Nya elementarskolan i Stockholm, men måste för en benskada, som han ådragit sig, avbryta sina studier där och ingick 1835 vid Teknologiska institutet, där han kvarstannade till 1841. Redan innan han lämnat nämnda läroanstalt, började han delta i konstruerandet av en räknemaskin tillsammans med sin far. Modellen till denna utfördes av Edvard Scheutz ensam. Det första exemplaret, som under hans omedelbara ledning förfärdigades vid Johan Wilhelm Bergströms mekaniska verkstad i Stockholm, inköptes för 1 200 pund sterling av en rik amerikan och skänktes till Dudleyobservatoriet i Albany. Ett nytt beställdes av den brittiska regeringen hos firman Donkin i London, åt vilken Edvard Scheutz överlåtit uteslutande rättighet att förfärdiga dylika maskiner. Denna maskin började 1859 arbeta i engelska statistiska byrån, varifrån en bok om 605 tabellsidor, kallad English Life-Tables, utgått under redaktion av William Farr, uträknad och tryckt av Scheutzska maskinen. Av Edvard Scheutz egna uppfinningar bör även nämnas en roterande ångmaskin, som blivit praktiskt tillämpad på en del ångbåtar.